# Let Air India 182
Let Air India 182 byl pravidelný let indické letecké společnosti Air India operující na trase Montreal-Mirabel — Londýn-Heathrow — Dillí-Palam — Bombaj-Sahar. Letadlo typu Boeing 747-237B, používané na této lince, bylo dne 23. června 1985 nad Atlantským oceánem zničeno při bombovém útoku. Zahynulo všech 329 lidí na jeho palubě, přičemž přibližně 270 z nich tvořili občané Kanady. Tento útok je proto považován za největší masovou vraždu v kanadské historii a je také řazen k největším individuálním teroristickým útokům v historii letecké dopravy.

## Popis letu a neštěstí
Letadlo se jménem Emperor Kanishka právě směřovalo z kanadského Montrealu na mezipřistání v Londýně-Heathrow, přesně v 07.14:01 (UTC) s ním však řízení letového provozu v irském Corku náhle ztratilo kontakt. Podle trosek vylovených ze dna oceánu bylo zjištěno, že bomba explodovala v zavazadlovém prostoru v přední části letadla, které se v té době nacházelo ve výšce 9400 m nad Atlantským oceánem, asi 190 km jihozápadně od irského pobřeží. Na jeho palubě zahynulo všech 22 členů posádky a 307 pasažérů, včetně 84 dětí (do 12 let) a 51 mladistvých (od 13 do 18 let). 270 obětí tvořili občané Kanady, 27 pocházelo z Velké Británie a 22 z Indie, další oběti byly ze Sovětského svazu (3), Brazílie (2), USA (2), Španělska (2), Finska (1) a Argentiny (1) .
Během rozsáhlých pátracích akcí, které následovaly po ztrátě kontaktu s letadlem, se z moře podařilo vylovit celkem 131 těl. Jejich pitvy prokázaly, že několik obětí nejenže přežilo explozi letadla, ale také následnou prudkou dekompresi, a jejich smrt tak nastala až po pádu do moře, kde došlo k jejich utonutí.

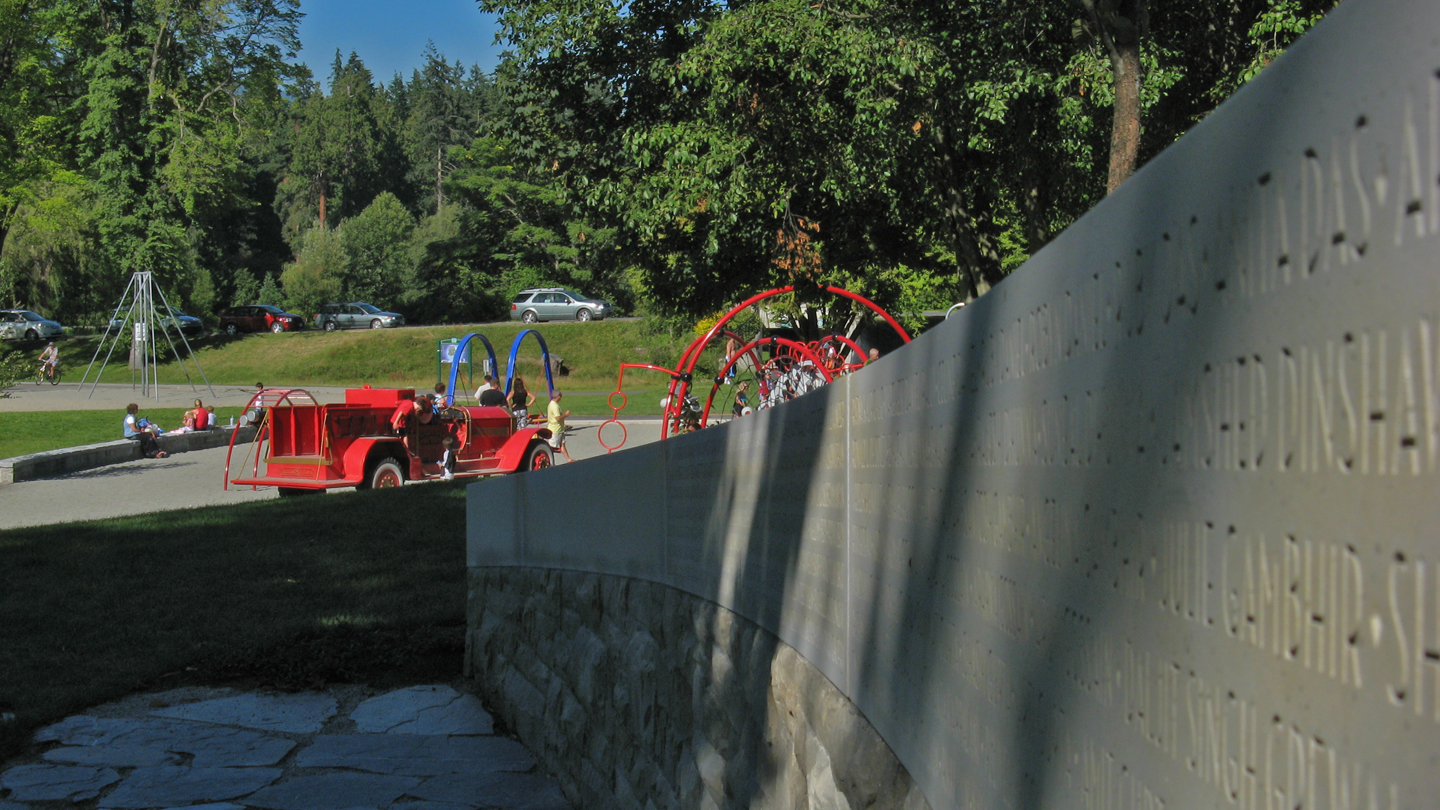
Památník obětem útoku ve vancouverském Stanley Parku

S katastrofou letu 182 přímo souvisí i incident, který se udál ve stejný den v terminálu letiště Narita v Tokiu. Tam jen 55 minut po ztrátě kontaktu s Air India vybuchla při překládání zavazadel z letadla letícího z Vancouveru bomba, která zabila dva pracovníky letiště, další čtyři byli vážně zraněni. Je zřejmé, že cílem útoku měl být let Air India 301 na trase Tokio–Bangkok, bomba uložená v kufru však při překládce zavazadel předčasně explodovala, což zachránilo životy 177 cestujících, kteří měli touto linkou cestovat.

## Vyšetřování
Od počátku vyšetřování byli hlavními podezřelými z útoku členové sikhské separatistické organizace Babbar Khalsa a dalších spřízněných skupin bojujících za vytvoření nezávislého sikhského státu v neklidné indické provincii Paňdžáb. Na útoku se nejpravděpodobněji podíleli členové těchto organizací žijící v Kanadě, jejichž radikalismus se vyostřil po krvavém útoku indické armády na Zlatý chrám v Amritsaru v červnu 1984, který byl nejposvátnější sikhskou svatyní.
Konkrétní pachatelé útoku však navzdory rozsáhlému a nákladnému mezinárodnímu vyšetřování, probíhajícímu hlavně v Kanadě a Indii, zůstávají dodnes neznámí. Pozornost vyšetřovatelů se soustředila hlavně na identifikaci dvou mužů, kteří si pod jmény M. Singh a L. Singh objednali letenky na lety Air India 182 a 301 a na letišti podali svá zavazadla, přičemž ale do letadel nenastoupili. 27. října 2000, 15 let po útoku, byli zatčeni a obviněni z útoku kanadští občané sikhského původu Ripudaman Singh Malik a Ajaib Singh Bagri, oba však byli 16. března 2005 zproštěni obvinění pro nedostatek důkazů. Dostatek důkazů nebyl shromážděn ani proti dalším podezřelým z útoku, včetně lídrů sikhských separatistických skupin. Jediným pravomocně odsouzeným v tomto případě tak zůstává automechanik Inderjit Singh Reyat, který se v roce 2003 přiznal, že pomohl sestrojit bombu použitou při útoku. Nepodařilo se mu ovšem dokázat, že by měl jakékoliv bližší znalosti o chystaném atentátu. V roce 2004 ho kanadský soud odsoudil na 5 let vězení, 9. února 2008 byl propuštěn na svobodu.
Letu je věnován jeden z dílů dokumentární série Letecké katastrofy.

## Podobná neštěstí
- Let Pan Am 103 – zničen bombou nad skotským Lockerbie (1988)
- Let Metrojet 9268 – zničen bombou nad Sinajským poloostrovem (2015)
- Let Itavia 870 – zničen bombou nad Středozemním mořem (1980)